# La Trimouille
La Trimouille – miejscowość i gmina we Francji, w regionie Nowa Akwitania, w departamencie Vienne.
Według danych na rok 1990 gminę zamieszkiwało 1130 osób, a gęstość zaludnienia wynosiła 27 osób/km² (wśród 1467 gmin regionu Poitou-Charentes La Trimouille plasuje się na 264. miejscu pod względem liczby ludności, natomiast pod względem powierzchni na miejscu 66.).